# Arquitectura inca

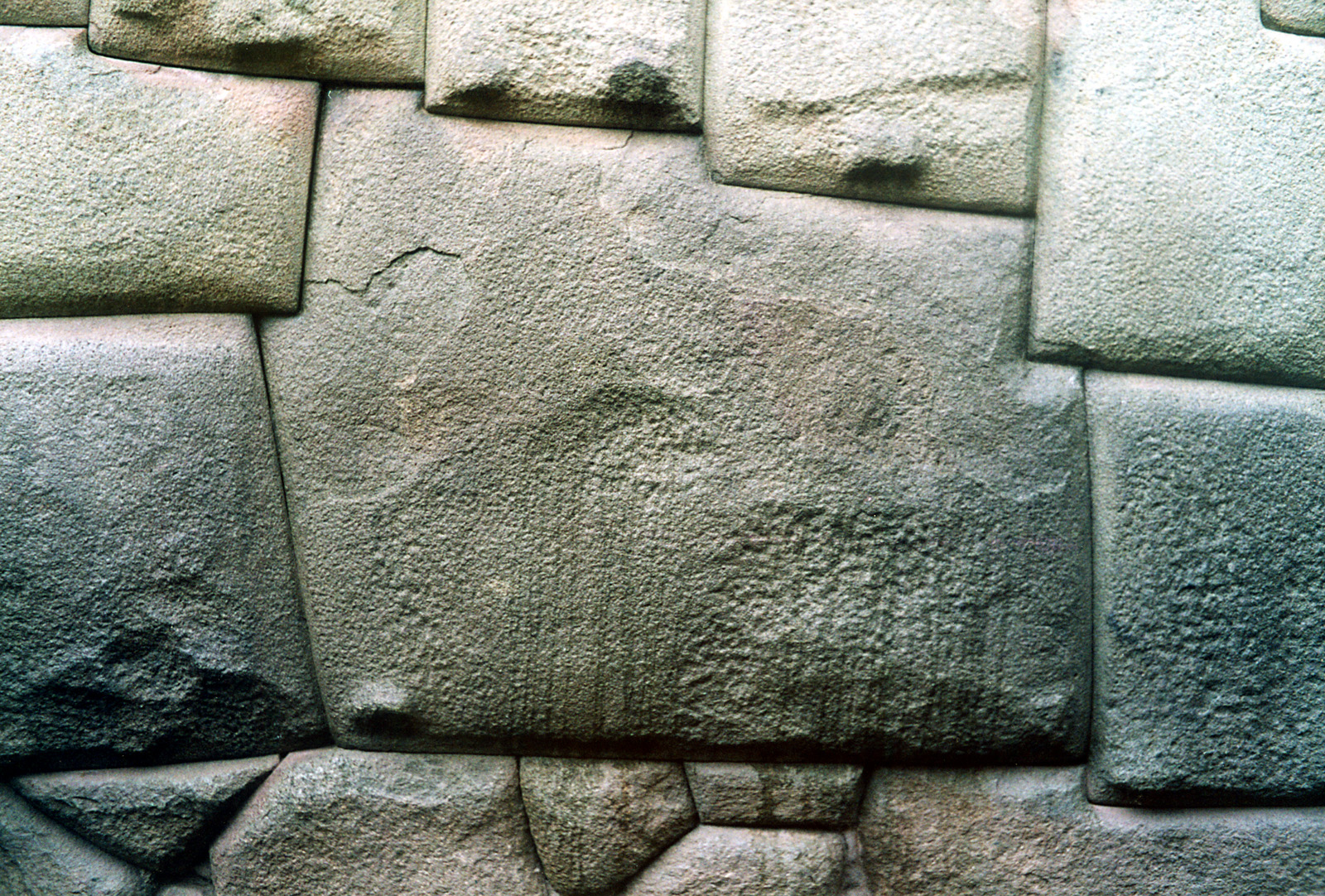
Pedra dels dotze angles al carrer Hatum Rumiyoc (Cusco): és considerada per molts la figura més representativa de la perfecció assolida en l'arquitectura inca. Correspon a l'estil arquitectònic de Cusco, al tipus arquitectònic encastat i a la fase incaica: regional o de la Confederació

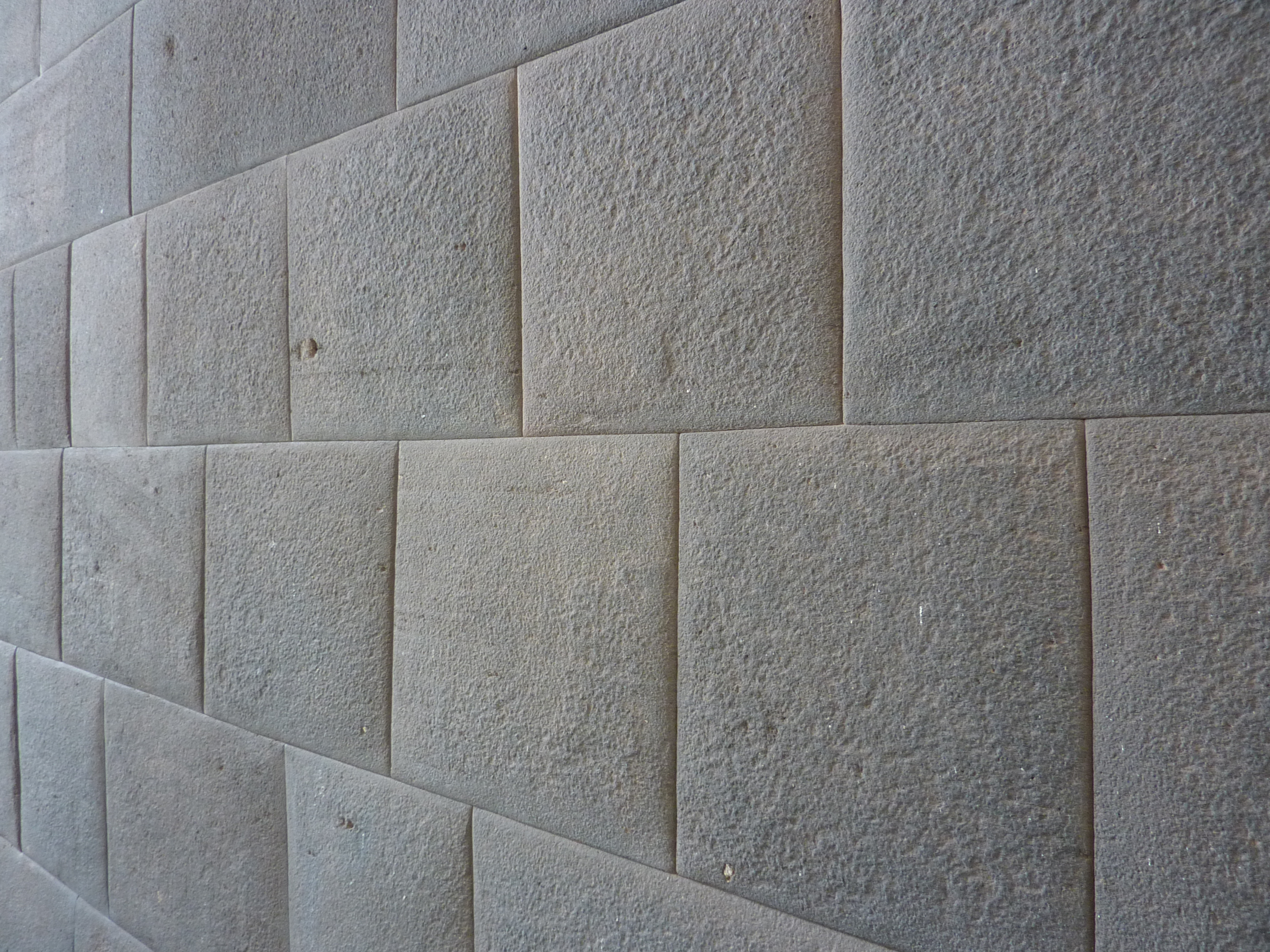
Mur del temple de Coricancha a Cusco, la capital inca. Correspon a l'estil arquitectònic de Cusco, al tipus arquitectònic imperial o rectangular i a la fase inca imperial o d'expansió

Es denomina arquitectura inca l'estil arquitectònic que fou vigent durant l'Imperi inca, sobretot a partir del govern de Pachacútec Inca Yupanqui fins a la invasió espanyola (1438-1533).
L'arquitectura realitzada en l'incanat es caracteritza per la senzillesa de les formes, la solidesa, la simetria i per fer que les construccions s'harmonitzaren amb el paisatge. A diferència de societats costaneres com la civilització chimú, els inques empraren una decoració prou creativa. El principal material utilitzat fou la pedra; en les construccions més simples la col·locaven sense tallar, però no en les més complexes i importants. Els constructors inques coneixien tècniques per alçar murs enormes, veritables mosaics formats per carreus que encaixaven perfectament, sense que s'hi poguera passar ni una agulla. Moltes vegades aquests blocs eren tan grans que resulta difícil imaginar com els col·locaren: les millors mostres d'aquesta habilitat són a la zona del Cusco. Se sap que els millors talladors de pedra eren colles provinents de l'altiplà, i que molts els dugueren al Cusco per servir a l'estat.

## Característiques de les construccions

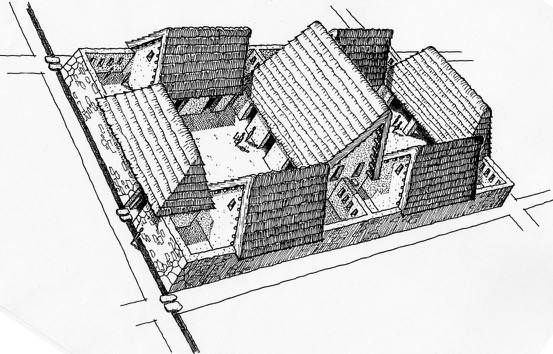
Esbós arquitectònic d'una Kancha

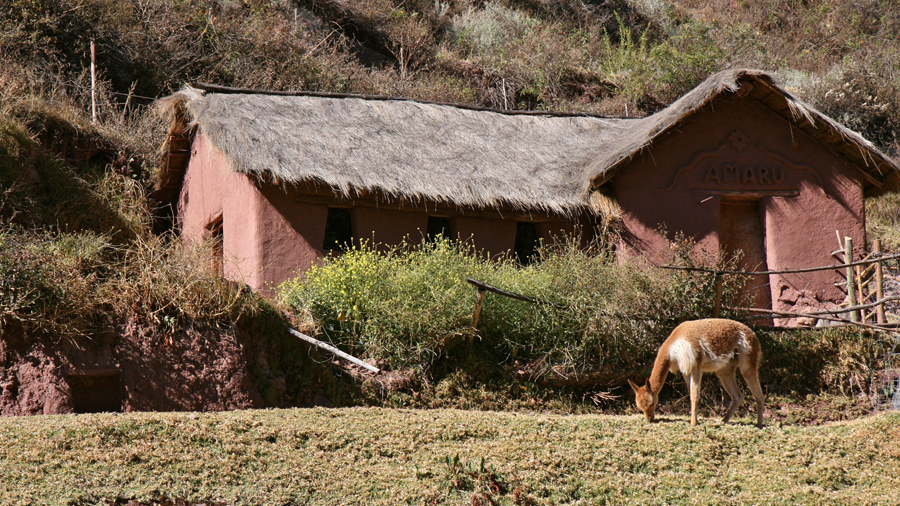
Museu Awana Kancha, a Pisac

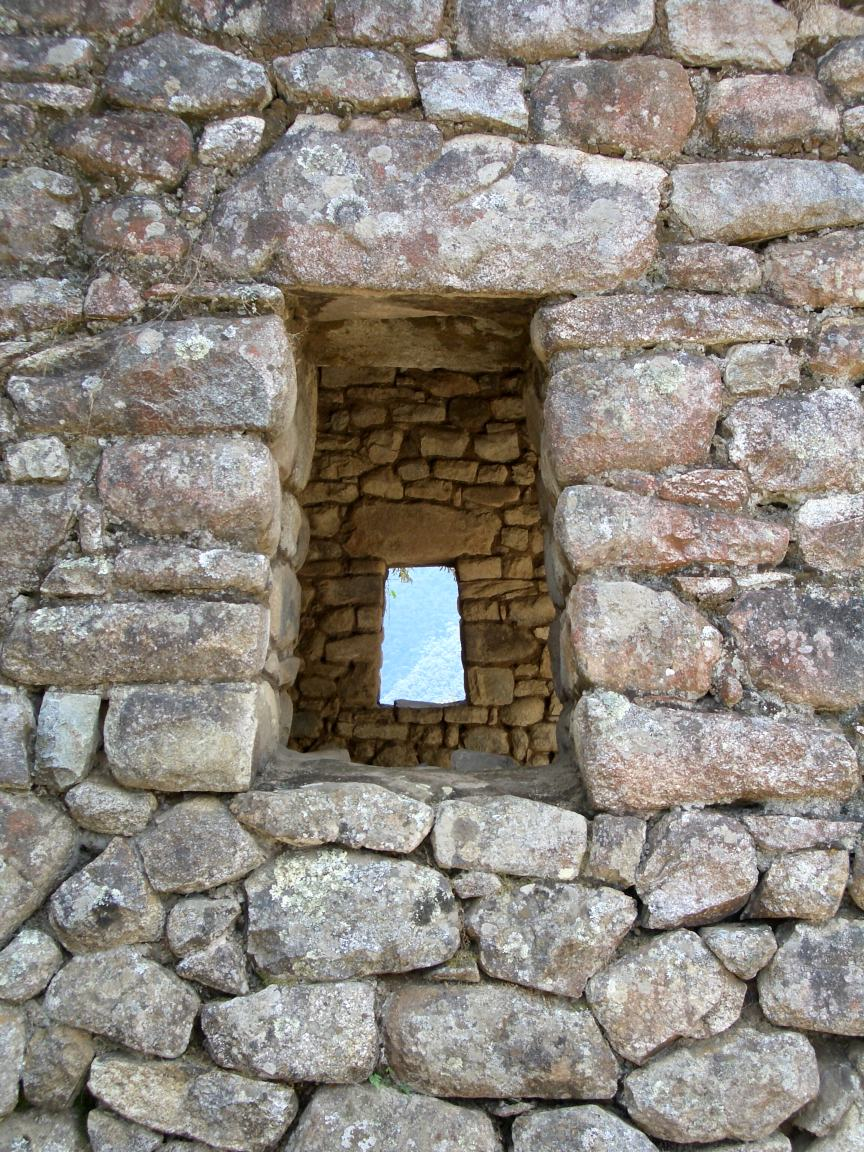
Detall arquitectònic d'una finestra a Machu Picchu. Correspon a l'estil arquitectònic de Cusco, al tipus arquitectònic pirqa o rústic i a la fase inca imperial o d'expansió

### Senzillesa
Les construccions inques manquen d'adorns o decoracions complicades. La talla, escultura, alts o baixos relleus no s'utilitzen de manera excessiva o decorativa. Aquesta austeritat es reflecteix també en la disposició dels ambients dins dels temples, fins i tot dins de la mateixa cambra del governant.
Malgrat aquesta senzillesa, les cròniques dels invasors parlen d'un decorat especial a Coricancha, on destacaven els relleus i escultures en or. Pel que sembla, aquest temple seria l'únic que tenia aquest tipus de decoracions.

### Solidesa
Empraren la pedra en grans blocs sense utilitzar argamassa. Les pedres encaixaven l'una amb l'altra. Un exemple d'aquesta arquitectura es veu al temple de Sacsayhuamán.

### Simetria

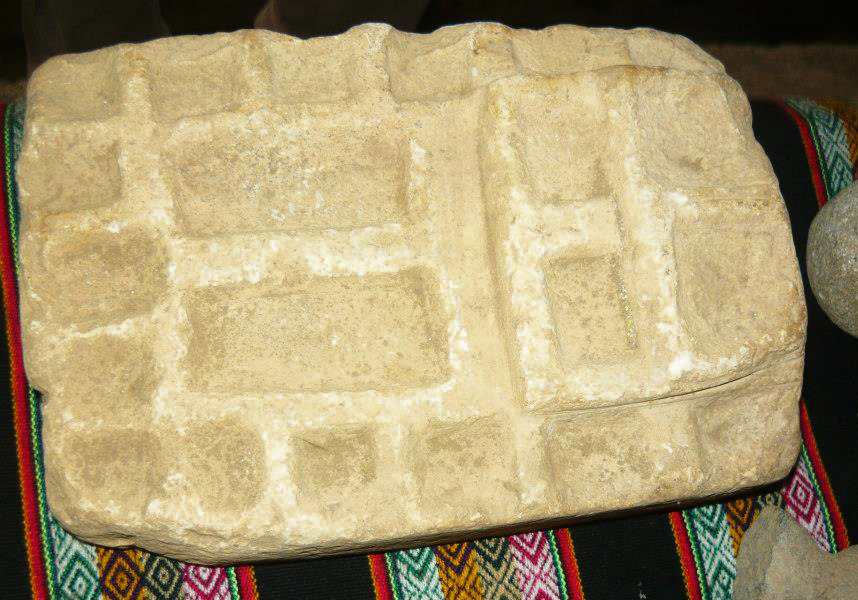
Maqueta inca del Tambo Reial de Huancabamba (Yauya, Ancash)

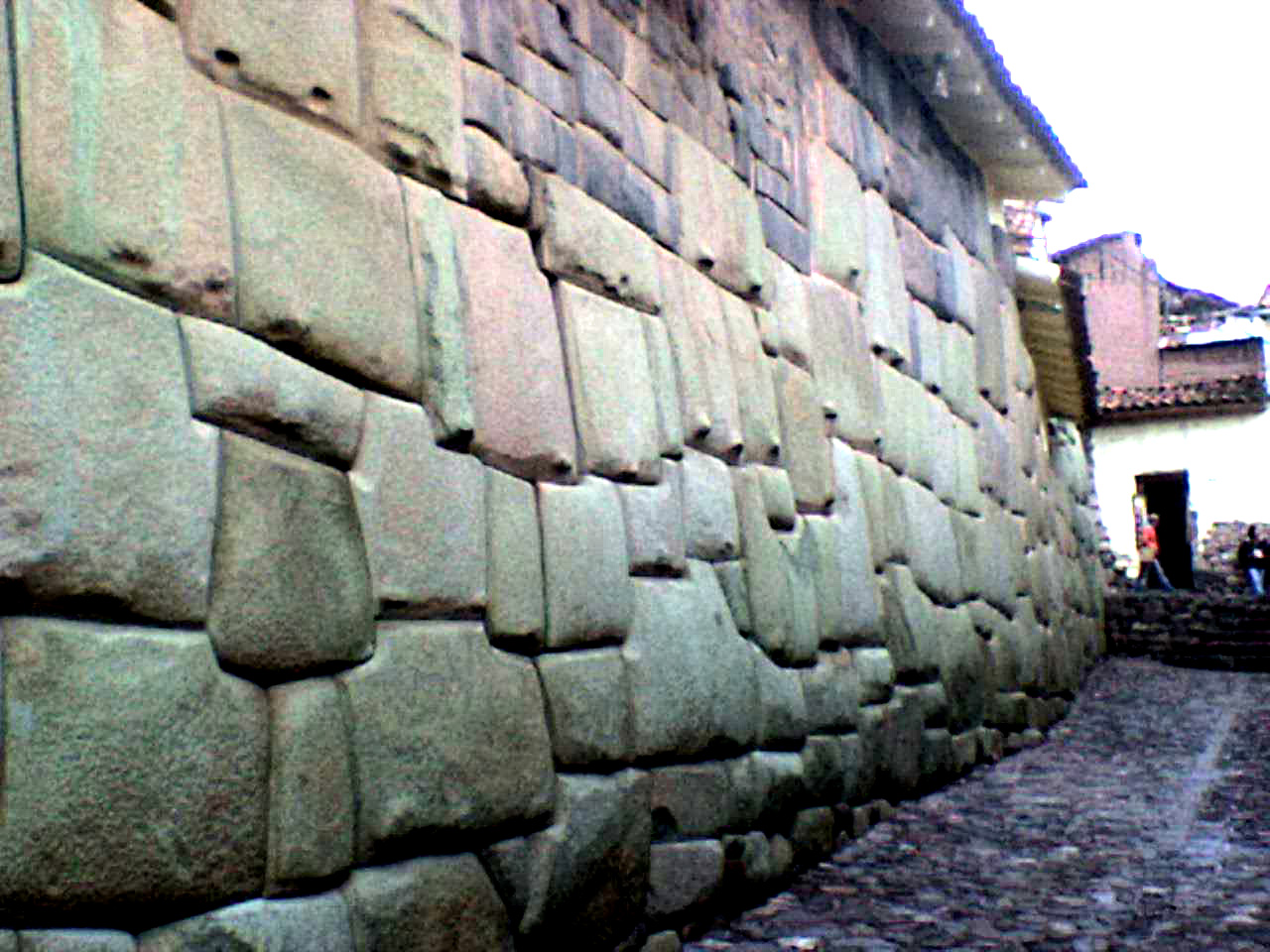
Els murs inques són perfectament assemblats

Les parts de les construccions eren iguals a partir de l'eix. En planta, la simetria és difícil d'apreciar, ja que els espais estan superposats, tot i que solen convergir en un àpex o, en alguns casos, en una sala principal.

### Monumentalitat
Per les grans proporcions: les pedres, que eren molt grosses, feien que les construccions foren molt grans. S'adaptaven a la topografia i als accidents geogràfics. Els inques volien demostrar que podien fer el que volgueren amb la pedra, per això feren una de les seues més grans obres: la pedra de 12 angles.

### Materials
Molts dels materials emprats en la construcció inca no pertanyien exclusivament al Cusco. Per les fonts etnohistòriques, es creia que moltes de les estructures inques contenien materials totalment forans, com ara la pedra o la tova (rajola de fang cuit).

## Formes arquitectòniques inques

### Kancha
Fou la unitat de composició arquitectònica més comuna: consistia en un cèrcol rectangular que incloïa tres o més estructures rectangulars disposades simètricament al voltant d'un pati central. Les kancha tenien en general diferents funcions, ja que formaven la unitat bàsica de cases, temples i palaus; també, algunes kancha podien ajuntar-se per formar illes dels pobles inques. Un testimoniatge de la importància d'aquestes unitats de composició en l'arquitectura inca és la ciutat del Cusco, la part central de la qual constava de grans kancha, incloent-hi el temple del Sol (Coricancha) i els palaus de l'Inca. Els més preservats exemples de kancha es troben a Ollantaytambo, un poble inca situat al marge del riu Urubamba.

### Kallanka
Eren grans recintes rectangulars, fins a 70 m de llarg, associats a centres estatals d'importància. Aquestes estructures, esmentades com pavellons en les cròniques, presentaven en general diverses portes, nínxols i finestres i es cobrien amb sostres a dues aigües. El fet que apareguen al voltant de grans places suggereix que es relacionaven amb activitats cerimonials, així com amb l'hostalatge de nombroses persones; principalment administradors o funcionaris en campanya.

### Ushnu

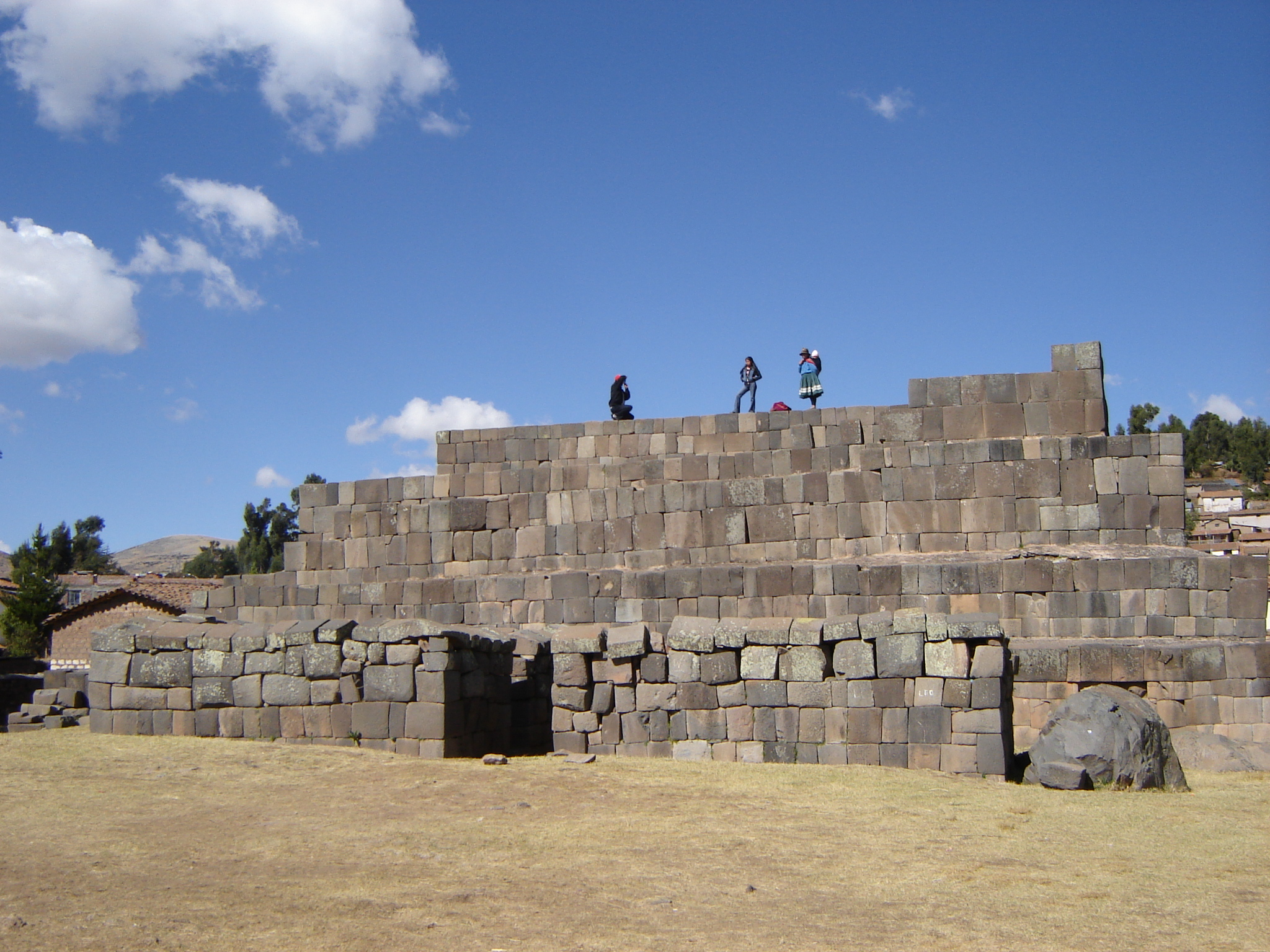
Ushnu a Vilcashuamán

És una estructura piramidal truncada i esglaonada, configurada a partir de la superposició de diverses plataformes rectangulars. Es troba present als centres administratius estatals. L'accés al cim de l'ushnu es feia per una escalinata central. La seua funció era servir d'estrada. Des del cim, l'inca o el seu representant dirigia cerimònies religioses i reunions de caràcter familiar.

### Tambo
Són hostals construïts al llarg dels camins principals del Tahuantinsuyo. Eren edificacions senzilles d'un o més ambients per als viatgers, com a llocs de repòs. Contenien espais per a emmagatzemar subministraments necessaris per al sosteniment dels caminants.

### Acllahuasi

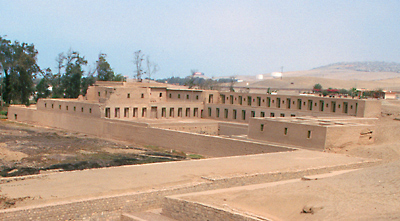
Acllahuasi a Pachacamac

Identificat per Garcilaso com la «Casa de les Escollides», correspon als edificis residencials de les aclla, els grups de dones especialitzades en activitats productives, particularment en el tèxtil i preparació de chicha, i estaven obligades a prestar serveis laborals a l'estat. Aquests edificis, comparats erròniament pels cronistes invasors amb els convents cristians, es trobaven distribuïts en tots els centres del Tahuantinsuyo.

## Construccions arquitectòniques

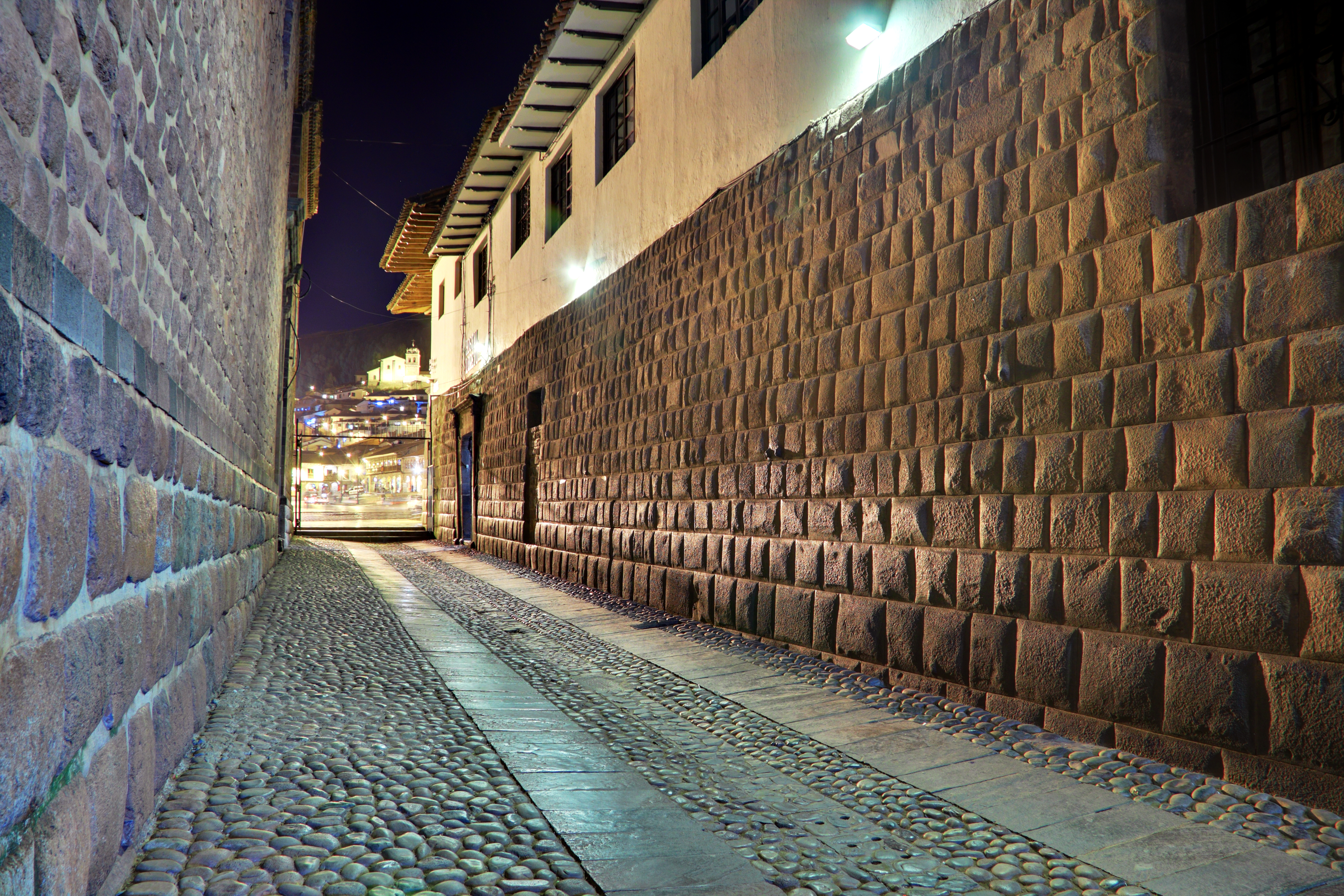
Mur inca a la ciutat del Cusco

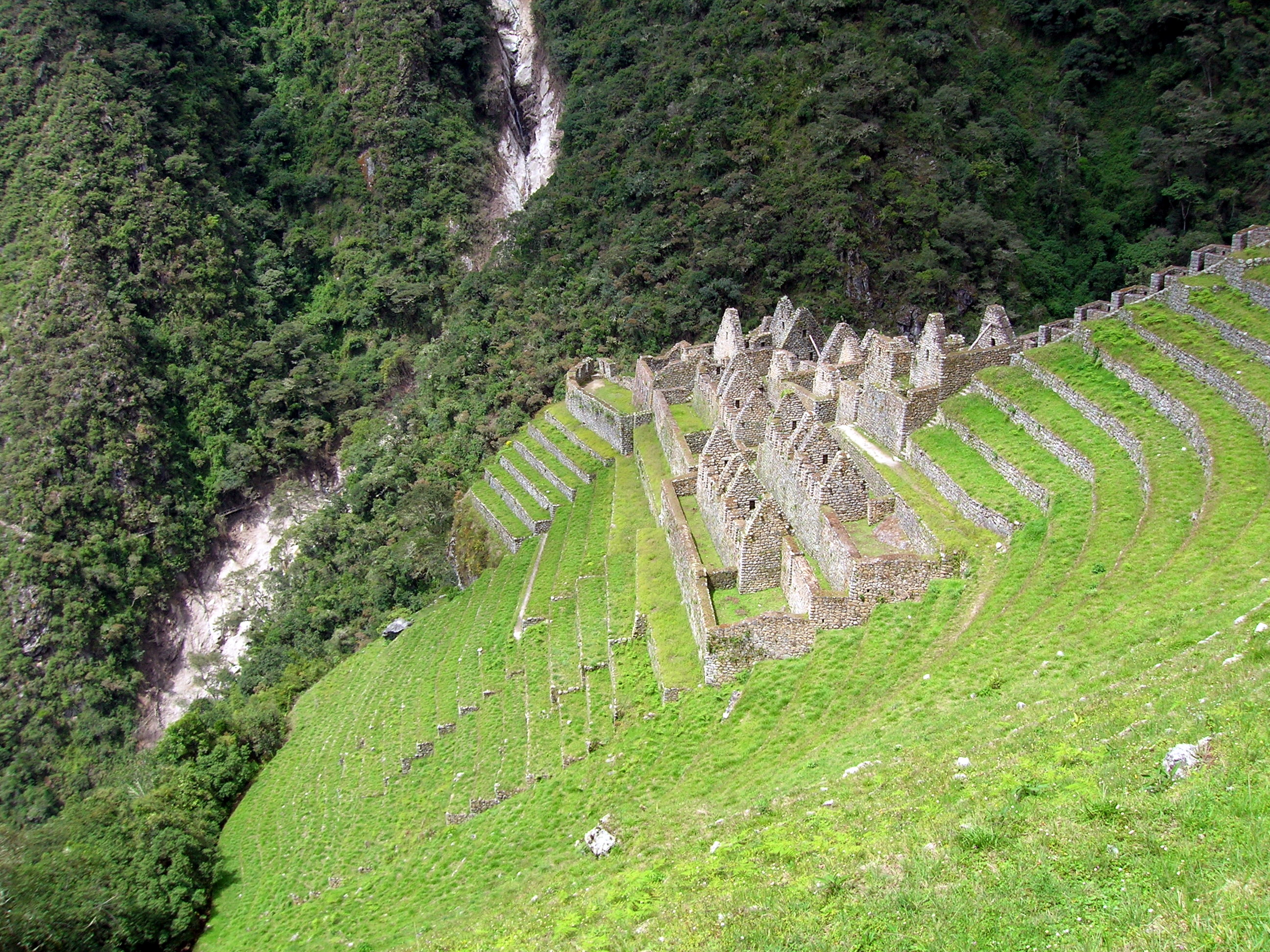
Ruïnes inques de Wiñay Wayna. Cusco, Perú

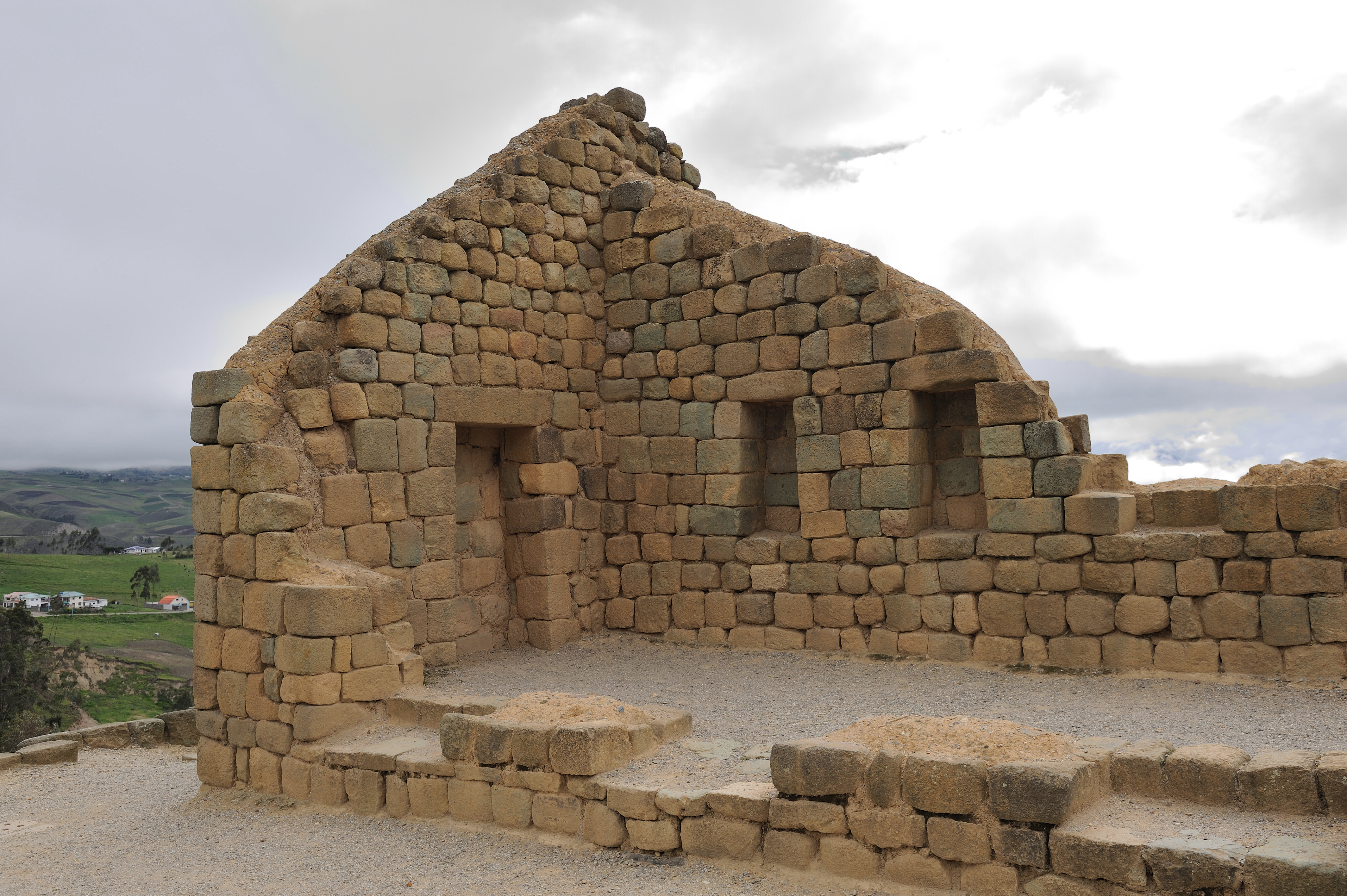
Construcció inca d'Ingapirca. Província de Cañar, Equador

### Ciutat del Cusco
Abans de la fundació del Cusco, se situava al lloc un petit llogaret anomenat Acamama. Era format per senzilles construccions de pedra i palla, i s'hi acollien diversos ayllu. Es dividia en quatre seccions, segons l'orientació de l'espai.
Quan Manco Cápac funda la ciutat, aquesta es troba entre els llits dels rius Tullumayo i Saphy, des d'un turó fins a la confluència de tots dos rius. Aquesta ciutat esdevingué la capital política i religiosa de l'estat i amb el temps calgué introduir-hi noves maneres de subdividir l'espai.

#### Cusco monumental
Durant molt de temps la ciutat era prou simple, però després de la guerra amb els chanques quedà molt destruïda. Llavors Pachacútec decidí construir la majestuosa capital que sorprengué els invasors espanyols.
Cusco era una ciutat plena de palaus i grans pistes voltades per un mur amb una sola entrada, on tenien la residència els senyors més importants socialment. Era molt ordenada, amb carrers empedrats i sistemes de drenatge. En destacaven dues places separades sols pel rierol Huatanay: Huacaypata i Cusipata. A la primera es feien els més importants rituals i festes.
Els més grandiosos edificis del Cusco i rodalia són: el Coricancha, la fortalesa de Sacsayhuamán, Ollantaytambo, Písac, Quenqo i Machu Picchu, que pertanyen a l'època imperial.
La ciutat assolí gran prestigi com a centre religiós, a més de constituir el centre polític de l'imperi. Cada inca que moria hi tenia una casa que es conservava per a ell, amb totes les seues pertinences dins, inclosa la servitud.
Es diu que el plànol de Cusco tenia la forma d'un puma i que el cap estava representat per Sacsayhuamán, fortalesa planificada per Pachacútec. Entre les cames de l'animal es trobaria la plaça Haucaypata.

#### Cusco: símbol delTahuantinsuyo
L'historiador Franklin Pease deia que els cronistes destacaren el sentit simbòlic del Cusco com a centre i origen del món inca. La ciutat mateixa era reverenciada i s'indica que era un símbol de tot el Tahuantinsuyo. Això explicaria la repetició simbòlica de l'estructura de la ciutat en els centres administratius inques. Algun cronista arribà a dir que qui venia del Cusco havia de ser reverenciat per qui hi anava, ja que havia estat en contacte amb la ciutat sagrada.
Anècdota al cinema
A la pel·lícula "Diaris de motocicleta", hi ha un fragment on es parla dels murs de Cusco. En concret, un jove explica als protagonistes que a Cusco hi ha dos tipus de murs, els murs dels Inques (Incas) i els murs dels incapaços (incapaces) fets pels espanyols.
Enllaç al fragment: 

### Centres administratius provincials
A mesura que s'anava expandint el Tahuantinsuyo s'anaren construint centres provincials des dels quals s'administraven les zones conquistades. La planificació estatal implicava l'ús de maquetes de fang en què es representava des de valls senceres fins a un edifici, abans de començar a construir-lo. A la costa, la pedra usualment era substituïda per tàpia o tova.

#### Tambo Colorado
Era un dels centres més importants establerts pels inques a la costa. És un conjunt de construccions fetes amb tàpia i tova. Tot i que en algunes zones presenta una decoració aparentment anterior, les portes i fornícules tenen la forma trapezoidal típica dels inques. Se'l coneix com a Tambo Colorado per la pintura vermella, que encara es pot veure a les parets, malgrat que també se'n conserven alguns murs amb pintura groga i blanca. Al voltant d'una plaça de planta trapezoidal es distribueixen algunes estructures entre les quals hi ha dipòsits, cases i un edifici principal conegut com la Fortalesa.

#### Huánuco Pampa

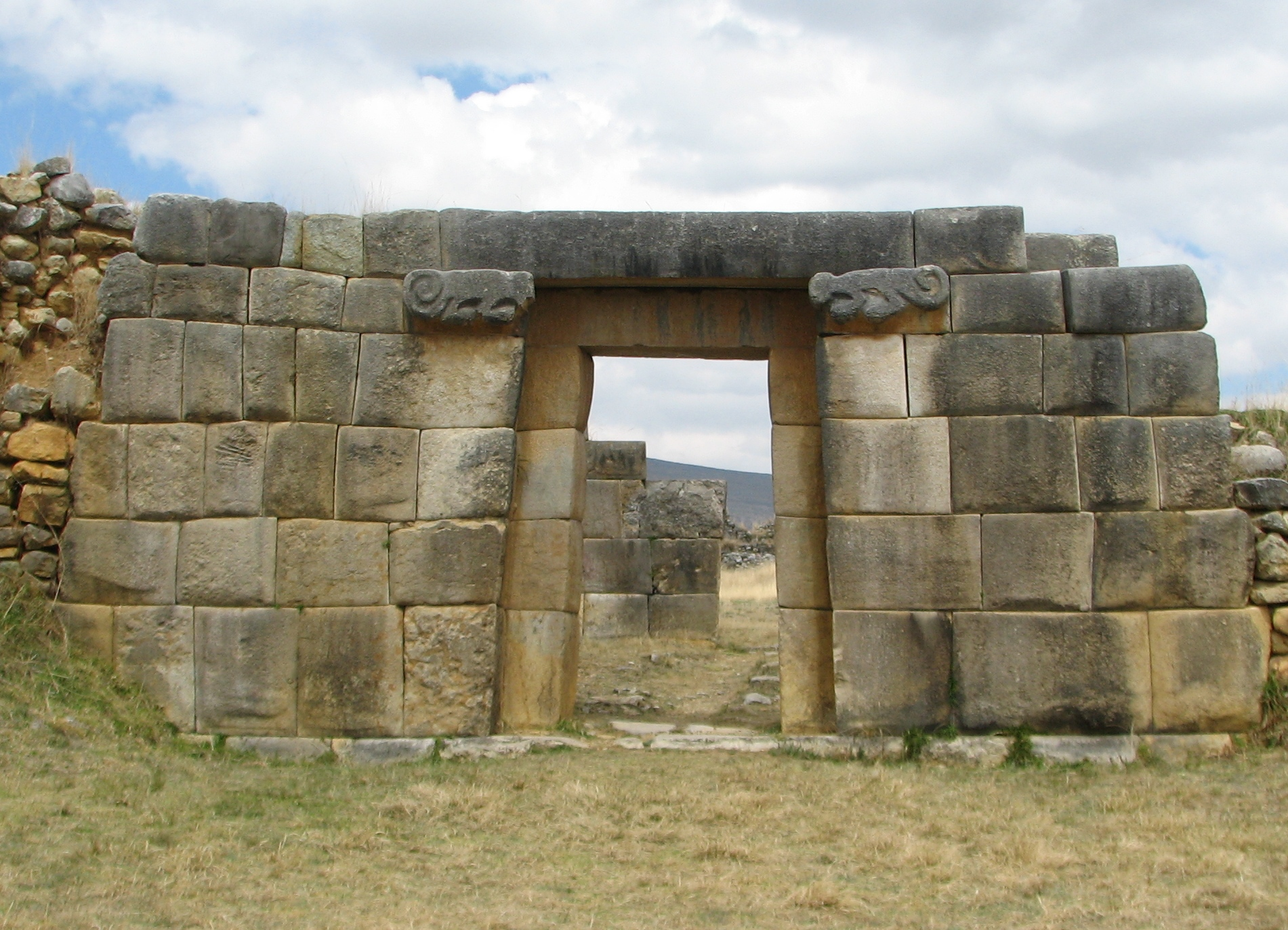
Porta inca d'entrada a Huánuco Pampa, Huánuco, Perú

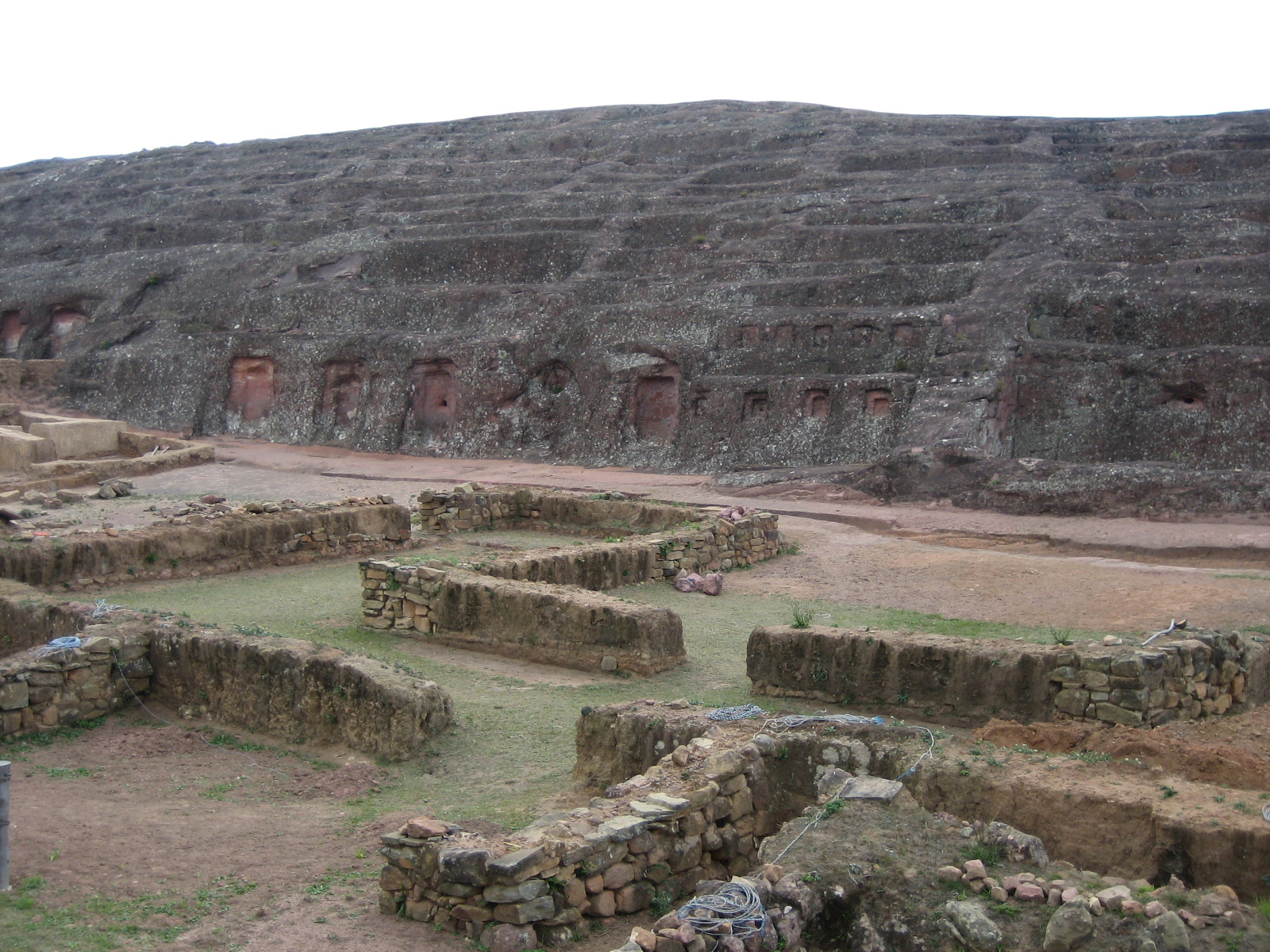
Fort de Samaipata, d'antecedents preinques i ocupat pels inques. Departament de Santa Cruz, Bolívia

Conegut també com a Huánuco Viejo, és un centre molt important de més de 2 km² sobre una esplanada a 4.000 m d'altura. S'establí allí perquè marcava el punt mitjà del camí entre el Cusco i Tomebamba. Al voltant d'una gran plaça que conté un ushnu o estructura sobre la qual hi ha una espècie de seient, es diferencien quatre sectors: un de dipòsits al sud, un de confecció de teixits al nord, un de cases a l'oest, i un altre de residència de l'inca durant les seues visites al lloc. En total, n'hi hauria unes quatre mil construccions dedicades a funcions militars, religioses i administratives.

#### Tomebamba
Túpac Yupanqui inicià la construcció d'aquest centre administratiu, des del qual es reforçà la conquesta dels cañaris i es controlava el límit nord del Tahuantinsuyo. Arribà a convertir-se en la segona ciutat més important de l'imperi.

#### Cajamarca
Lloc d'especial importància, car allí fou capturat l'inca Atahualpa i això marcà l'extermini dels inques. En aquell moment era una ciutat amb una plaça emmurallada al centre. El temple del Sol, el palau de l'Inca i l'Acllawasi reproduïen el més pur estil arquitectònic de Cusco. Es diu que el fundador de la ciutat fou Túpac Yupanqui.
Altres centres administratius i religiosos inques fora del Cusco foren: Samaipata, Incallajta, Tilcara, entre d'altres.

### Construccions de caràcter religiós

#### Vilcashuamán
Fou un centre administratiu i religiós fundat després que els inques conquistaren els chanques i els pocres. És a la província de Vilcashuamán, al departament d'Ayacucho, a 3.490 msnm. Segons els cronistes, Vilcashuamán acolliria unes 40.000 persones. La ciutat estava formada per una gran plaça on es realitzaven cerimònies amb sacrificis; al voltant d'aquesta n'hi ha els dos edificis més importants: el temple del Sol i la Lluna i l'Ushnu. L'Ushnu és una piràmide truncada amb terrasses de quatre nivells a la qual s'entra per una porta de doble brancal, característica dels recintes més importants. A la plataforma superior hi ha una pedra gran tallada de manera singular coneguda com el Seient de l'Inca i es diu que antigament estava recoberta amb làmines d'or.

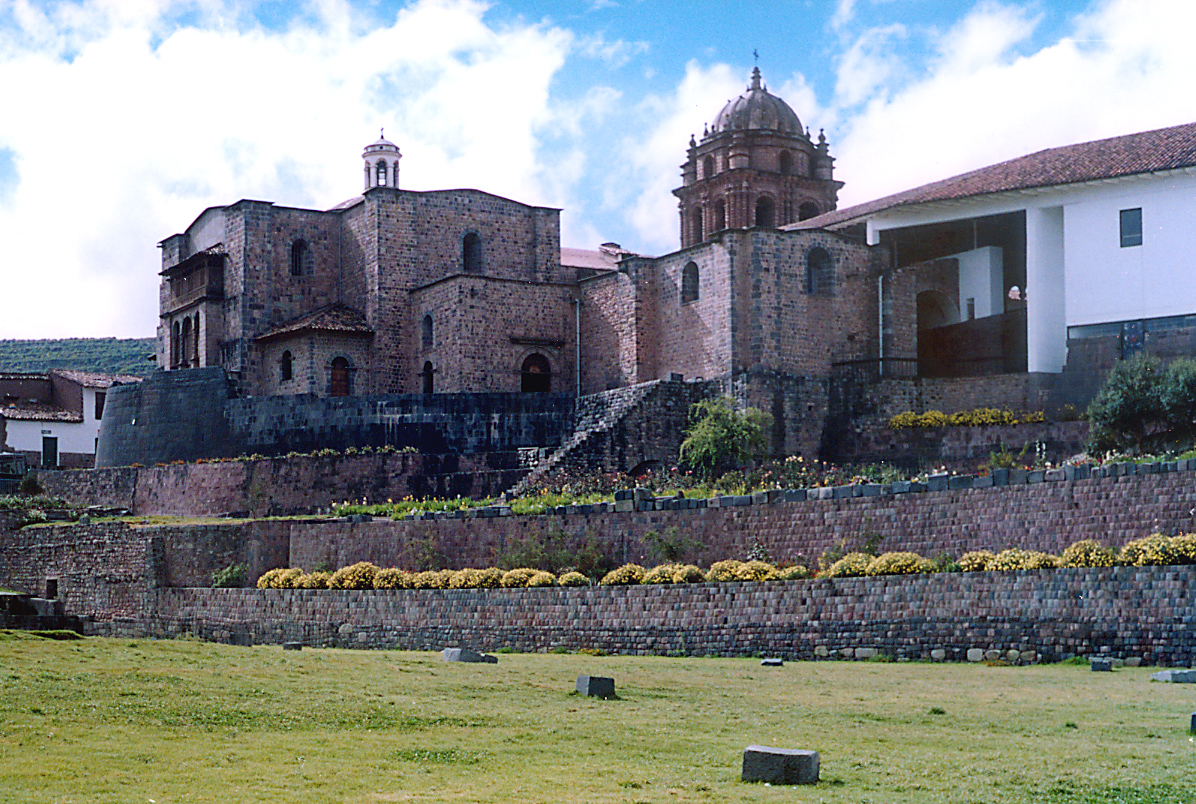
Vista del Coricancha (construcció inferior) i convent de Santo Domingo (edificat al damunt) al Cusco. El Coricancha fou considerat la principal construcció de tot l'Imperi inca, condició que perdé en ser arrasat per la invasió espanyola

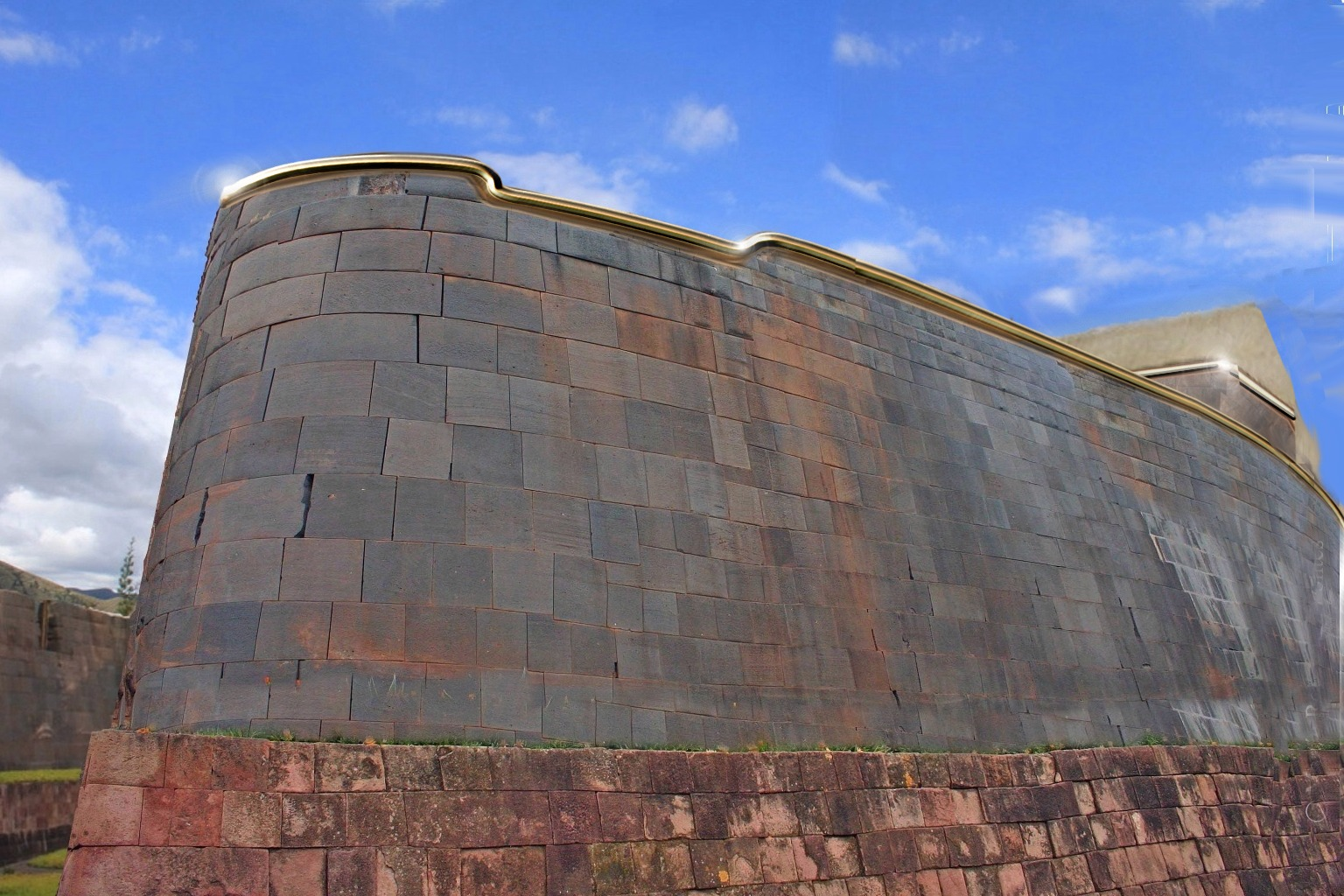
Coricancha: restauració digital del seu possible aspecte originari

#### Coricancha
Fou el temple principal del Cusco. Després de la guerra amb els chanques, Pachacútec el reconstruí, i col·locà a dins grans quantitats d'or i argent, tant, que d'Inti pista ('Recinte del sol') passà a ser conegut com a Coricancha ('Recinte d'or'). Pachacútec hi posà el Sol, Inti, divinitat dels inques de Cusco, al lloc principal. Aquest temple és una de les millors mostres de la fina arquitectura inca. En destaca el mur corb fet amb una perfecció admirable. Sobre les restes dels murs inques s'alça hui el convent de Santo Domingo.

### Construccions militars i commemoratives

#### Inca Huasi
És a la vall de Lunahuaná, a prop de San Vicente de Cañete. En aquella zona existia un curacazgo conegut com a Guarco, que conquistaren els inques després de quatre anys de tenaç resistència. Segons la tradició, Túpac Yupanqui anomenà aquest extens centre administratiu Cusco, igual que la capital de l'imperi, i feu que els carrers i places portaren els mateixos noms que els de Cusco. A Inca Huasi es reproduí la distribució quadripartita de l'espai. El Complex Arqueològic Incahuasi (‘Casa de l'Inca’) és al quilòmetre 29,5 de la carretera Cañete-Lunahuaná.
També fou un centre d'adoració, sacrifici i observació climàtica.
A la part dedicada al Temple del Sol, es pot apreciar que les cambres tenen columnes de forma cilíndrica, fins i tot hi ha un recinte on una d'aquestes columnes forma part de la paret. Sembla que aquestes columnes formaven part d'un intihuatana (rellotge solar).

#### Sacsayhuamán

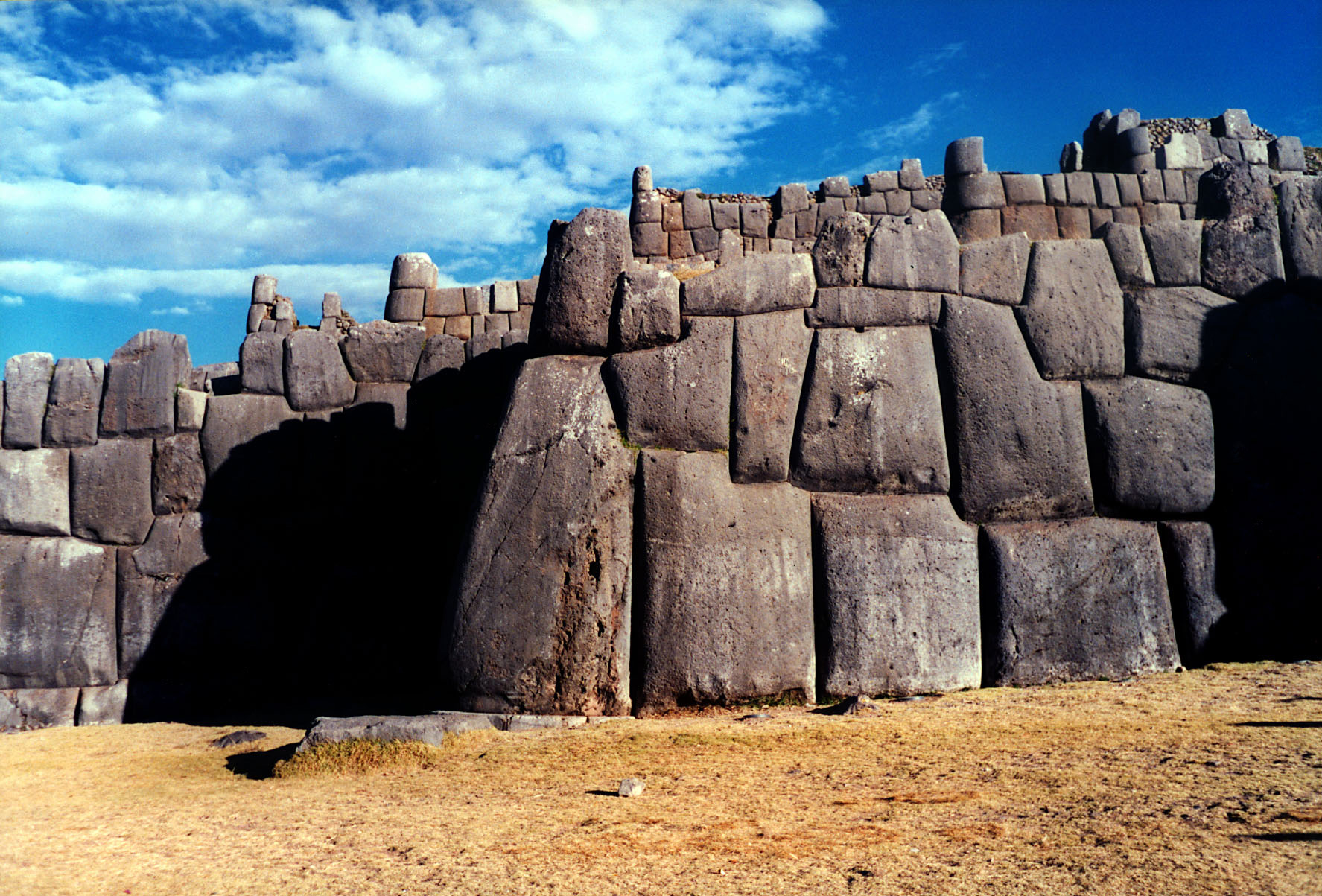
El santuari de Saqsayhuamán, també fortalesa situada als afores del Cusco i edificada per motius religiosos, i no bèl·lics, s'usà com a centre d'adoració del sol, i resistència militar durant la invasió espanyola

Sobre un turó que domina Cusco des del costat nord se situa el recinte religiós de Saqsayhuamán. Es compon de tres plataformes fetes amb enormes murs de contenció en forma de ziga-zaga, sobre les quals hi ha tres torrasses. Els murs es feren unint blocs de pedra de dimensions sorprenents, alguns n'arriben a fer 9 m × 5 m × 4 m.
La historiadora Maria Rostworowski especula respecte de si Saqsayhuamán era una fortalesa militar usada per a la defensa del Cusco, perquè els relats d'invasió chanca diuen que aquests entraren fàcilment a la ciutat sense enfrontar-se a una resistència militar important. A més, mentre l'imperi del Tahuantinsuyo s'expandia, no hi havia perill d'atac al Cusco. Rostworowski creu que era un monument a la victòria sobre els chanques, i que en les festes hi representaven batalles rituals. També serviria de gran ajuda als inques per a defensar-se contra les tropes militars estrangeres.

### Arquitectura d'elit

#### Incallajta
Pocona Incallajta (del quítxua Inka Llaqta, 'ciutat de l'inca'), també registrat com a Incallajta, és un dels centres arqueològics més importants de Bolívia.
Fou la «llajta» inca més important del Collasuyu, un dels quatre suyos del Tahuantinsuyo. Fou construït a finals del s. XV. Actualment, és el llegat inca més rellevant del territori bolivià i és a una altura de 2.950 msnm.
Túpac Yupanqui la construí i fou reconstruïda per Huayna Cápac, durant les visites que feia a Cochabamba, Pocona i al centre de Bolívia. Era una fortalesa militar, centre polític, administratiu i cerimonial de l'Imperi inca o Tahuantinsuyo, i frontera geogràfica de l'Imperi inca enfront de les invasions dels chiriguanos.
El conjunt arqueològic té una superfície de 80 ha. Està construït per grans places i patis circumdats per muralles i construccions amb portes que donen als espais oberts. El temple principal o lakallanka té 78 × 25 m i 12 m d'alt; el seu mur és el més prominent i característic d'aquesta estructura: un mur testera amb 10 fornícules, 4 finestres i acabat de fang, que domina l'àrea central del lloc.
Se situa sobre un con de dejecció, al fort Huayko, un congost quasi inaccessible. Utilitza espais incomunicats. S'observen formes trapezoidals, perquè la figura geomètrica característica d'aquestes ruïnes és el trapezi. «La Pista» o pati és un espai mític polifuncional. L'ús del material bàsic de construcció era la pedra, amb recobriment de fang.
Els sostres són «exempts», sense unir-se entre si, i l'estructura de suport és de fusta.

#### Ollantaytambo
Ollantaytambo o Ullantaytampu és una altra obra monumental de l'arquitectura inca. És l'única ciutat de l'antic domini inca del Perú encara habitada. Als seus palaus viuen els descendents de les cases nobles de Cusco. Els patis mantenen l'arquitectura originària. Aquesta ciutat era un complex militar, religiós, administratiu i agrícola. L'entrada es fa per la porta anomenada Punku-punku. Ollantaytambo se situa en el districte del mateix nom, província d'Urubamba, a 60 km al nord-oest de Cusco i té una altura de 2.792 msn. Situada a 600 m més a baix de Cusco, gaudeix d'un clima més càlid i d'una terra més fèrtil, que els inques aprofitaven al màxim per a alçar-hi poblacions i importants centres agrícoles.
La vall està envoltada de muntanyes escarpades.

#### Písac

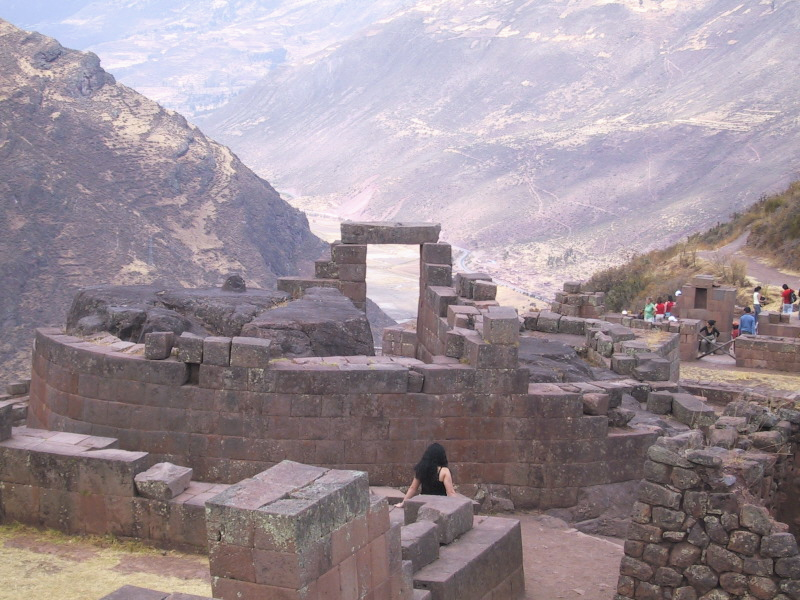
Písac

Písac (també Pisaq) és a 33 km de Cusco. El seu jaciment arqueològic és un dels més importants de la Vall Sagrada dels Inques. L'arquitectura de Písac és mestissa, construïda sobre restes indígenes pel virrei espanyol Francisco de Toledo.
La bellesa dels murs són construïts amb grans blocs petris polits amb extraordinària simetria i inigualable maneig de la pedra. «A la vora de Willkamayu, el sagrat riu déu que corre per llits de pedra llaurada dominant la seua fúria, comencen les franges de llum i ombra de les famoses andanes de Písaq, la gran ciutat de les perdius, una urbs de llegenda que fou construïda en una cresta de roca blava, quasi sobre l'aire per albirar la més bella de les valls de Cusco».

#### Machu Picchu

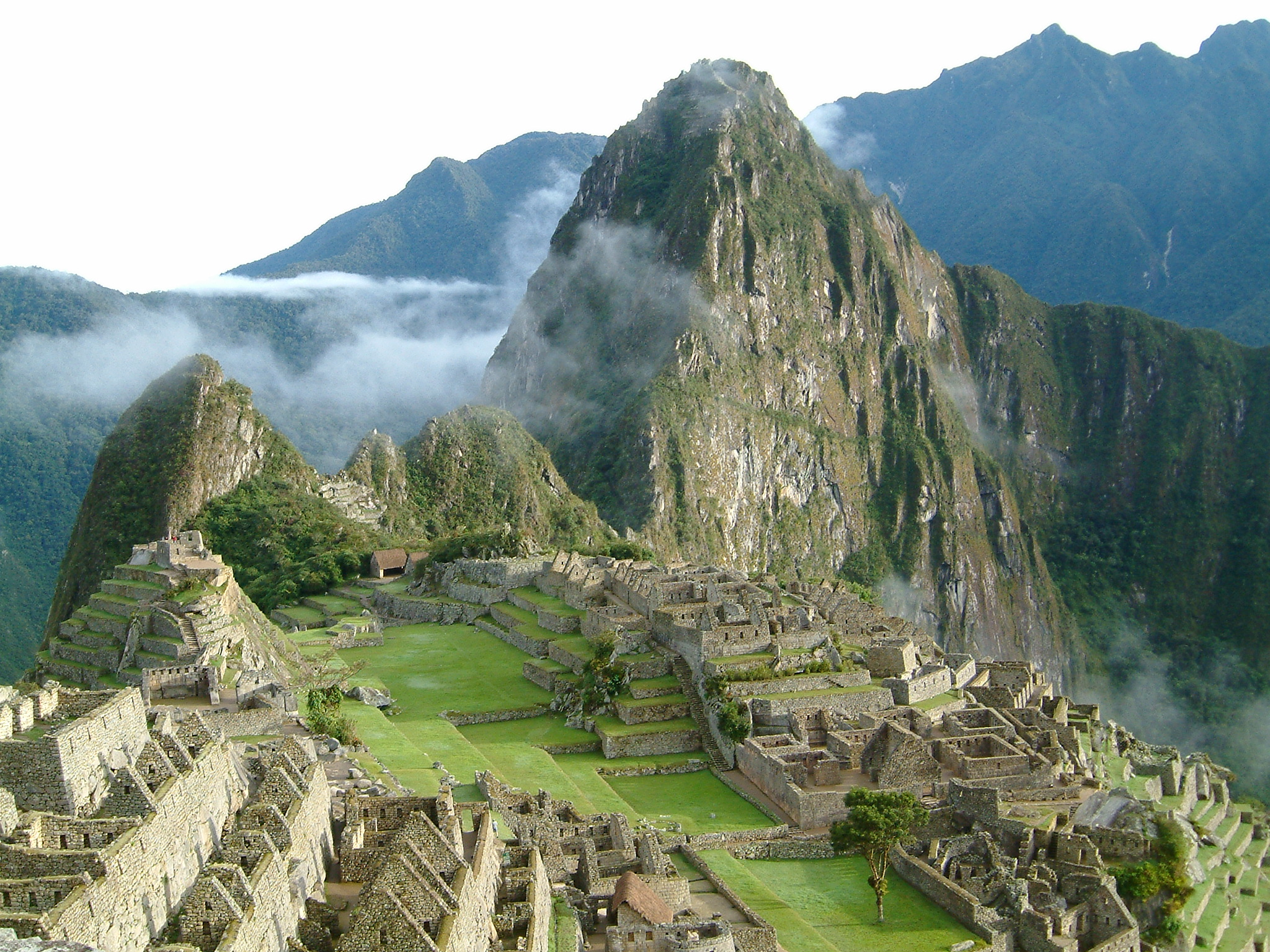
Machu Picchu, considerada actualment la construcció més representativa de l'Imperi inca, és a les faldes de dues muntanyes: el Machu Picchu i el Huayna Picchu. És una de les poques construccions que resistiren intactes el pas de la invasió espanyola

Machu Picchu ha estat durant molt de temps un dels més inquietants enigmes del passat inca. Se situa a uns centenars de metres sobre el marge esquerre del riu Vilcanota o Urubamba, a 2.490 msnm.
El primer aspecte que en crida l'atenció és la ubicació, al cim d'un turó cobert de vegetació i de difícil accés. Aquest aïllament feu que el lloc es mantinguera intacte centenars d'anys. Al principi es pensà que podria tractar-se de Pacaritambo, el lloc d'origen dels inques. Després es creia que era Vilcabamba, refugi dels descendents dels governants inques. El fet és que, fins llavors, no es tenia notícia de l'existència d'aquest lloc ni tan sols per les cròniques.
Se'n podria dividir per sectors: l'urbà, l'agrícola, el religiós, etc. L'agrícola correspon a un conjunt de terrasses o andanes perfectament adaptades als abruptes vessants del pujol, que es complementaven amb canals. Hi ha una entrada principal protegida per llocs de vigilància, així com una muralla que separa el sector agrícola de l'urbà. Al centre del llogaret se situa una plaça principal amb una roca allargada parada al mig.
En el sector religiós destaquen el temple de les Tres Finestres i l'intihuatana, o rellotge solar, bloc de pedra amb funcions astronòmiques situat sobre una piràmide truncada. Cap al costat est, a la part inferior de les terrasses, hi ha un cementeri. Les excavacions realitzades han tret a la llum una sèrie d'enterraments, dels quals la majoria eren de dones. Potser hi visqué una reduïda elit de sacerdots envoltats d'un grup de dones dedicades al culte, les anomenades verges del Sol.